# Simca 5
La 5 è un'autovettura di fascia bassa prodotta dal 1936 al 1948 dalla casa automobilistica francese SIMCA.

## Profilo e storia
Presentata il 10 marzo 1936, la Simca 5 altro non era che una replica della "500 Topolino", prodotta su licenza FIAT dalla stessa Simca. In particolare, la Simca 5 era la prima autovettura a fregiarsi unicamente del marchio Simca, mentre le precedenti 6CV e 11CV avevano ufficialmente anche il marchio Fiat.
Praticamente, la Simca 5 era identica in tutto e per tutto all'utilitaria italiana, tranne il logo anteriore.
La campagna pubblicitaria era più che graffiante a quei tempi, dal momento che la stessa Casa dichiarò: Siamo in anticipo rispetto ai progetti in corso sull'altra sponda del Reno, intendendo così dire di essere arrivati prima dei concorrenti tedeschi della neonata Volkswagen, che aveva già avviato il progetto poi culminante con il Maggiolino. Una provocazione che a quei tempi e con il regime vigente in Germania avrebbe potuto procurare dei seri rischi ai vertici Simca.

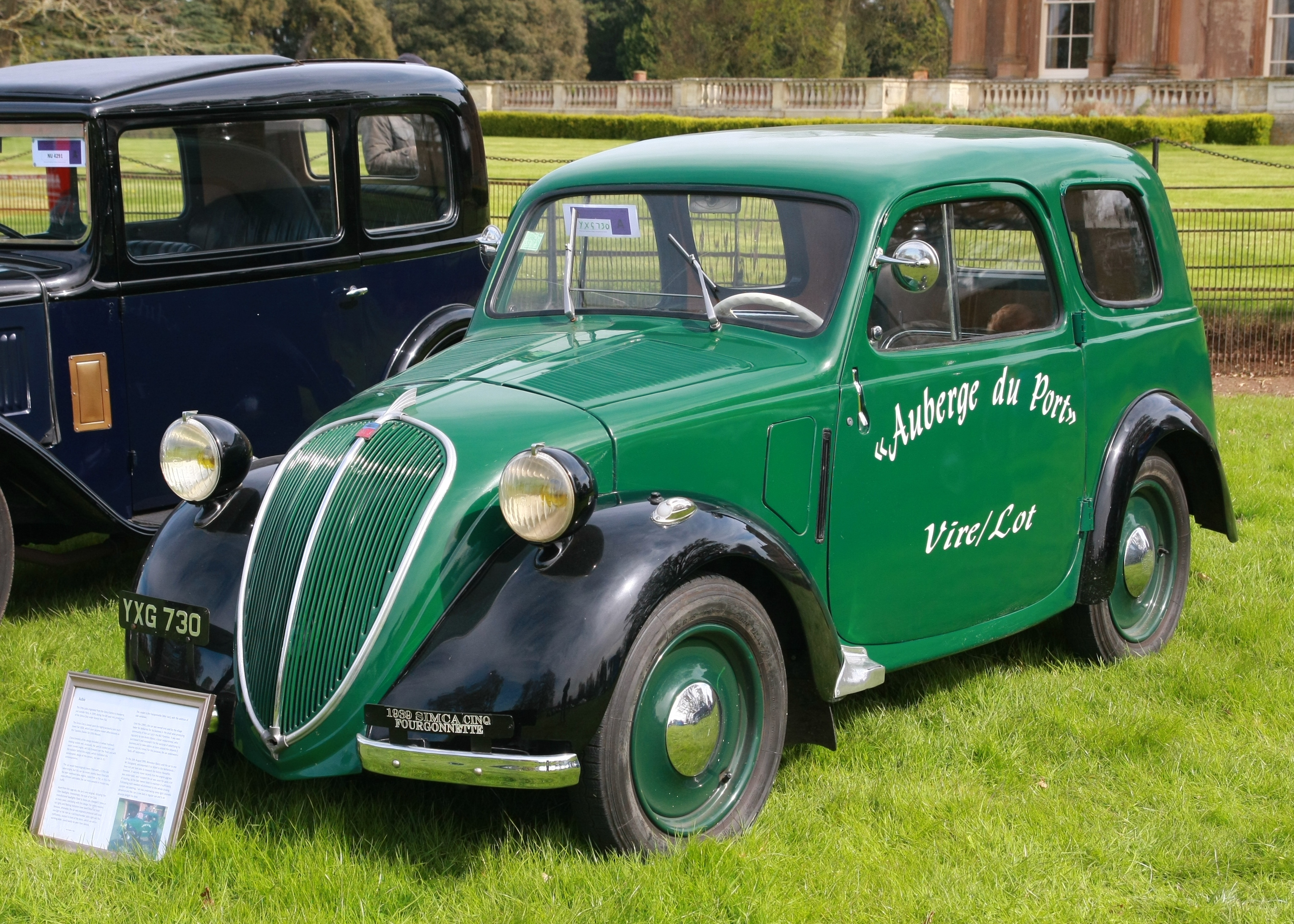
Una Simca 5 Fourgonnette

La Simca 5 era identica alla Topolino anche nella meccanica, il che significa che montava un motore a 4 cilindri da 569 cm³ in grado di erogare una potenza massima di 13 CV e di spingere la vettura ad una velocità massima di 85 km/h.
La produzione della Simca 5 fu avviata poco dopo la presentazione, ma i grandi scioperi che agitarono l'industria francese di lì ad un mese ne interruppero temporaneamente la produzione. Durante l'estate, a linee di montaggio ancora ferme, la Cinq fu utilizzata in un raid di durata di 50.000 km lungo le strade di Parigi, dimostrando la sua affidabilità e soprattutto la sua parsimonia (furono registrate punte di 3.1 litri ogni 100 km). A settembre la produzione riprese regolarmente: la vettura era disponibile anche nelle versioni berlina, trasformabile, cioè con tetto in tela arrotolabile all'indietro, e fourgonnette.
La vettura ottenne immediatamente un gran successo, proprio come in Italia per la "sorella" Fiat. L'unico ostacolo che ne bloccò la produzione fu lo scoppio della Seconda guerra mondiale, ma nel 1946 la produzione riprese a pieno ritmo, sebbene fosse unicamente prevista la versione trasformabile.
Fu tolta di produzione nel 1948, dopo essere stata prodotta in 66487 esemplari.